# KMKS
 (mars 2011).
Si vous disposez d'ouvrages ou d'articles de référence ou si vous connaissez des sites web de qualité traitant du thème abordé ici, merci de compléter l'article en donnant les références utiles à sa vérifiabilité et en les liant à la section « Notes et références ».
Le Koninklijke Mechelse Katholieke Studentenkring (KMKS) est un ordre estudiantin de Louvain, en Belgique, fondé en 1888. Le KMKS est aussi nommé Le Mechelse ou La Malinoise.

## Historique
En 1881 se créa le Vadderiksclub, successeur légitime du Crépuscule, étant à son tour le successeur de l’Eglantier, sous la présidence de Victor Van Hoorenbeeck. Les membres de ce club d'étudiants Malinois de Louvain se rencontraient à Malines. Les trains n'étaient pas encore en état en ce jour donc un groupe de jeunes décida de se rejoindre dans la ville de Louvain même au lieu de faire l'aller-retour vers Malines. Ainsi, se formait le Mechelse Katholieke Studentenkring, dont la première présidence revint à Auguste Peeters.
Ensuite, le Mechelse vogua pendant de longues années sans problèmes, mais en 1965 l’Ordre Souverain de la Calotte (O.S.C.) renaît de ses cendres. Le président du Mechelse de l’époque, René Blavier faisait partie du praesidium.
Ensuite se passèrent de nombreuses années de joies estudiantines, avec les activités annuelles comme Le Breughel, Le Pensekermis, le Bal, Le Roi des Bleus, etc.

## Les Traditions

### LaCalotte, LaTogeet Le Band
- La calotte au KMKS est de couleur « Lie de vin ».

- La toge au Mechelse est de couleur rouge et noire et est une réplique authentique des toges du Grand Conseil de Malines (XVIe siècle). La toge ne se porte pas en public (uniquement en réunion et aux externes), sauf cas exceptionnel pendant les Dies (d'autres ordres).
- La toge du président est de couleur verte. La raison du choix de cette couleur se trouve dans le fait que dans le milieu des années 1940, un camarade aurait voulu faire un putsch contre son président de l'époque. C'est justement cette personne à l'origine du putsch qui était chargée de commander les toges et le rebelle décida de commander des toges vertes pour marquer son indépendance. Pour tenir cette histoire en vie, le président porte depuis lors une toge verte.

- Les bands du KMKS sont de couleur rouge et jaune. Il se porte de gauche à droite pour les Bleus et de droite à gauche pour les Membres actifs et anciens.

### Les Ordres

#### L'Ordre De La Salamandre
L'ordre de la Salamandre date de 1885, ce qui fait de lui, l’ordre estudiantin le plus ancien de Belgique. Cet ordre a été créé pour récompenser les services rendus à la société. Il existe 4 grades: Chevalier, officier, commandeur et grand cordon. 
Les insignes des distinctions sont :
- Chevalier : médaille de bronze et lint rouge
- Officier : médaille d’argent et lint jaune
- Commandeur : médaille de bronze et cordon rouge et jaune
- Grand Cordon : médaille d’or et cordon rouge et jaune

Le Grand-Maitre actuel est Ludovic Van Cauwenbergh.

#### L'Ordre du Vadderik
L’Ordre du Vadderik a été créé pour récompenser les bonnes guindailles et/ou les auteurs de bon textes dans notre journal, le Vadderik Gazette. Il existe les grades de Chevalier, Officier, Commandeur, Grand Officier et Grand Cordon qui ne pourront être décernés qu’aux membres du cercle exclusivement.
Le Grand-Chancelier actuel est Eliott Huyghebaert.

## Sources
Codex Malinois[source insuffisante]